# Leonore van Oranje-Nassau van Amsberg
Leonore Marie Irene Enrica, Nữ bá tước xứ Oranje-Nassau, Nữ thiếu chủ nhà Amsberg (tiếng Hà Lan: Leonore Marie Irene Enrica gravin van Oranje-Nassau, jonkvrouw van Amsberg; sinh ngày 03 tháng 06 năm 2006 tại bệnh viện Bronovo ở The Hague) là con gái thứ hai và là người con nhỏ nhất của Hoàng tử Constantijn và Công nương Laurentien. Cô là thành viên của Hoàng gia Hà Lan và hiện xếp thứ 7 trong dòng kế vị ngai vàng của Vương quốc Hà Lan.
Bá tước Leonore được rửa tội tại nhà nguyện của cung điện Het Loo ở Apeldoorn vào ngày 08 tháng 10 năm 2006. Cha mẹ đỡ đầu của cô là Hoàng hậu Máxima của Hà Lan; Marius Brinkhorst; anh em họ đầu tiên của cha cô, Christina của Hà Lan; và Bá tước Jean-Charles de Ullens Schooten Whettnall.